# دنی روآن: نخستین مرتبه کارگردانی (فیلم)
دنی روآن: نخستین مرتبه کارگردانی (به انگلیسی: Danny Roane: First Time Director) فیلمی محصول سال ۲۰۰۶ و به کارگردانی اندی دیک است. در این فیلم بازیگرانی همچون اندی دیک، فرانکی میونیز، جک بلک، سارا رو، مو کالینز، بن استیلر، جیمز ون در بیک، آنتونی رپ و مورا تیرنی ایفای نقش کرده‌اند.